# باس (هلند)
باس (به هلندی: Bath) یک منطقهٔ مسکونی در هلند است که در شهرستان ریمرس‌وال واقع شده‌است.